# Jim Inhofe
James Mountain Inhofe (født 17. november 1934 i Des Moines, død 9. juli 2024) var en amerikansk republikansk politiker. Han var medlem af USA's senat valgt i Oklahoma fra 1994 til 2023. Han var medlem af Repræsentanternes Hus i perioden 1987–1994.